# I pirati della Somalia
I pirati della Somalia (The Pirates of Somalia) è un film del 2017 scritto e diretto da Bryan Buckley, con protagonisti Evan Peters, Barkhad Abdi, Melanie Griffith e Al Pacino.
La pellicola è l'adattamento cinematografico del romanzo autobiografico The Pirates of Somalia: Inside Their Hidden World scritto da Jay Bahadur, interpretato nel film da Evan Peters.

## Trama
Jay Bahadur, aspirante giornalista, stava facendo delle ricerche sui tovagliolini di carta usati nelle case della sua città per consegnare il lavoro all'università di Harvard e poter diventare un giornalista in futuro quando un giorno incontra uno tra i suoi giornalisti preferiti che gli fa venire l'idea di andare in Somalia per scrivere un libro sui pirati e provare a farsi finalmente vedere dagli editori. Bahadur si assicura il sostegno della popolazione locale e vola nel paese devastato dalla guerra civile. Attraverso il suo traduttore Abdi, riesce a stabilire contatti con i pirati somali locali e a intervistarli. Si interessa sempre di più allo studio di un'organizzazione di pirati somali. Per realizzare questo sogno, Bahadur continua la sua indagine, trovandosi sempre più in pericolo, e alla fine viene trascinato dal vortice degli eventi.

## Produzione
Il film originariamente era intitolato Where the White Man Runs Away e successivamente Dabka.
Le riprese del film sono iniziate nel febbraio 2016 e terminate nell'aprile dello stesso anno.

## Promozione
Il primo trailer del film è stato diffuso il 10 novembre 2017.

## Distribuzione
Il film è stato presentato al Tribeca Film Festival il 27 aprile 2017.
La pellicola è stata distribuita nelle sale cinematografiche statunitensi a partire dall'8 dicembre 2017, mentre in Italia arriva direct to video dal maggio 2020.